# Svartvit häger
Svartvit häger (Egretta picata) är en fågel i familjen hägrar inom ordningen pelikanfåglar. Den förekommer i norra Australien, på Nya Guinea och i delar av Indonesien. Beståndet anses vara livskraftigt.

## Utseende och läte

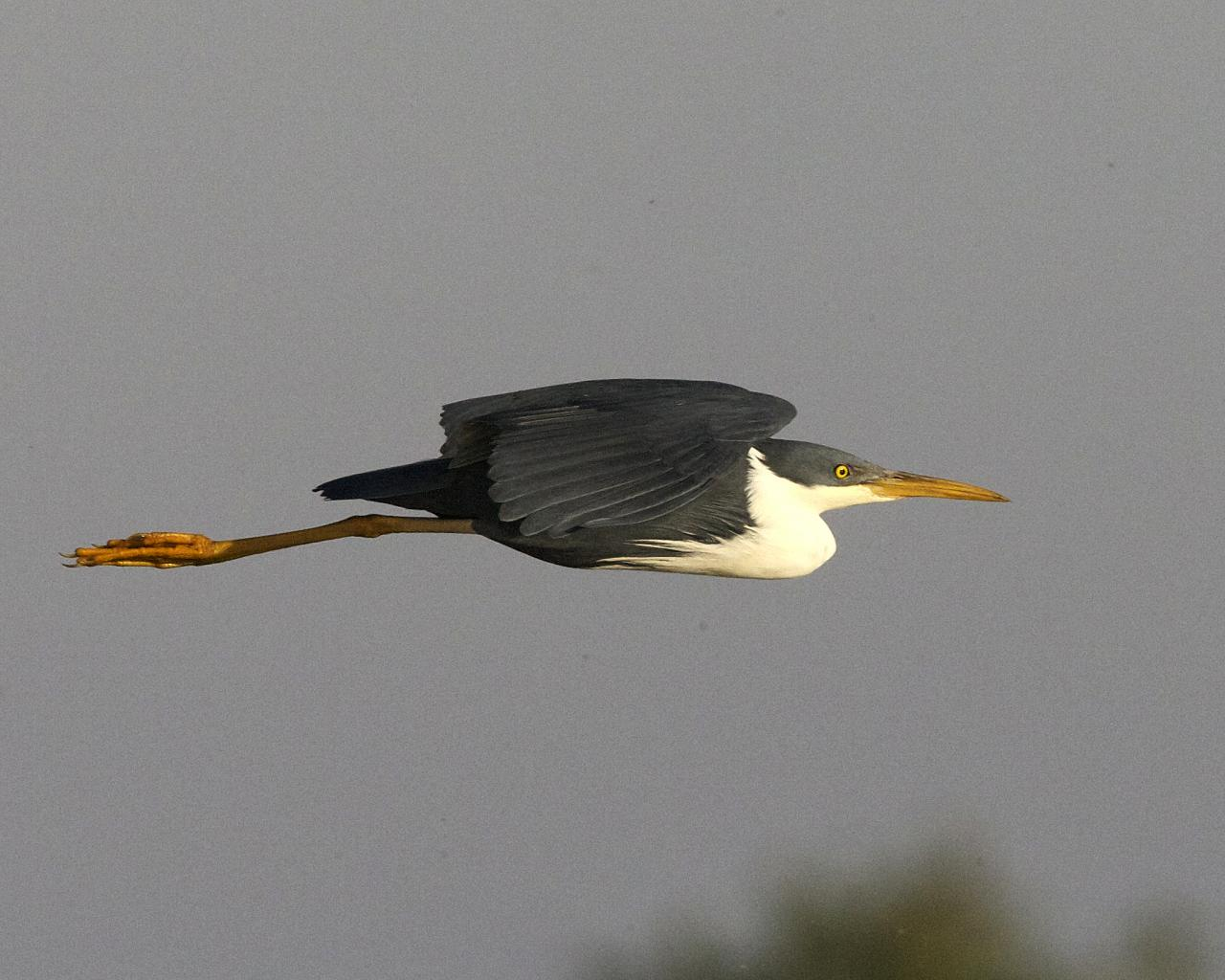

Svartvit häger är en rätt liten (43–55 cm) häger med skiffergrått vingar, kropp och det tofsprydda huvudet, medan strupe och hals är vita. Ungfåglar saknar tofsen och det mörka på huvudet och påminner därmed om små upplagor av vithalsad häger. Lätet i flykten återges i engelsk litteratur som ett högljutt ”ohrk”, medan ett mjukt kutter hörs vid boet.

## Utbredning och systematik
Svartvit häger häckar på södra Sulawesi i Indonesien samt i norra Australien. Den ses även från södra Moluckerna och centrala Små Sundaöarna österut till Tanimbaröarna, Aruöarna och Nya Guinea, men troligen endast utanför häckningstid. I Australien sprider den sig efter häckningen till andra områden som Victoria. Tillfälligt har den observerats på Borneo och Taiwan.

## Systematik
Arten har tidvis placerats i släktet Ardea, längre tillbaka i Tonophoyx eller Notophoyx. Den behandlas som monotypisk, det vill säga att den inte delas in i några underarter.

## Levnadssätt
Svartvit häger hittas i olika sorters våtmarker och fuktiga gräsmarker. Den häckar från februari till maj, i träd ovan vatten och ofta i kolonier med andra hägerarter. Den lägger ett till två blågröna ägg på en grund plattform av pinnar och grenar.

### Föda
Fågeln lever av insekter, grodor, krabbor, fisk och andra små vattenlevande djur. Den kan ses födosöka ensam eller i grupper om upp till hela tusen individer..

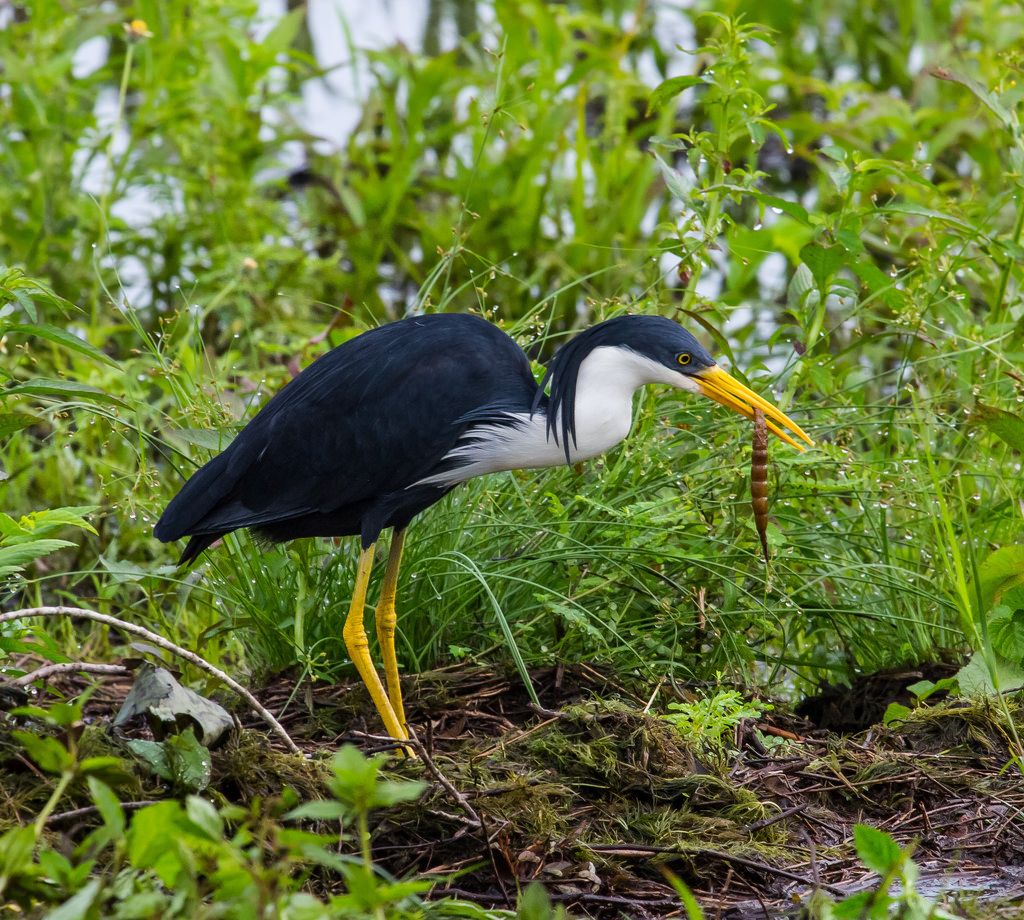

## Status
Arten har ett stort utbredningsområde och internationella naturvårdsunionen IUCN kategoriserar arten som livskraftig. Beståndsutvecklingen är dock oklar.